# پارسیان و من: رستاخیز فرا می‌رسد
پارسیان و من: رستاخیز فرا می‌رسد، جلد سوم از نخستین سه‌گانه آرمان آرین با نام پارسیان و من است.

## خلاصه کتاب
در جلد سوم اين سه گانه كه داستانی مستقل از جلد های دیگر دارد، به زندگي كوروش بزرگ پادشاه باستانی ایران از فتح بابل تا مرگ او پرداخته مي شود. 
راوي داستان پسري ١٥ ساله و امروزي به نام برديا است.
که در اثر حادثه اي به دوران باستان ايران سفر مي كند و در جاي پسر كوروش، برديا قرار مي گيرد. بردیا به کوروش در فتح بابل کمک می کند و از نزدیک در غم ها و شادی های پادشاه بزرگ همراه است.{سخ}
در پایان این کتاب تمامی شخصیت های سه جلد با یکدیگر بر دوش سیمرغ نشسته و به مکانی که در آن رستاخیز است و جنگ بین اهریمنان و تمامی پهلوانان ایران صورت میپذیرد.

## جایزه
- برنده جایزه بیست و سومین دوره کتاب سال جمهوری اسلامی ایران ۱۳۸۴
- برنده لوح تقدیر از جشنواره مهرگان ادب (پکا) ۱۳۸۴
- برنده جایزه پنجمین دوره کتاب سال شهید غنی‌پور ۱۳۸۴
- برنده جشنواره شورای کتاب کودک ۱۳۸۵
- برنده لوح تقدیر از جشنواره مهرگان ادب ۱۳۸۵
- دریافت لوح تقدیر از IBBY دانمارک